# Justin Sedlák
Justin Sedlák (* 14. ledna 1955, Hoste, okres Galanta) je bývalý československý basketbalista, účastník Olympijských her 1976 a bronzový medailista z Mistrovství Evropy 1981. Je zařazen na čestné listině mistrů sportu.
V československé basketbalové lize hrál 13 sezón v letech 1973-1993 za družstva Inter Bratislava, Dukla Olomouc a BC Pezinok. S Interem Bratislava byl dvakrát mistrem Československa, dvakrát vicemistrem, dále má dvě třetí místa. V historické střelecké tabulce basketbalové ligy Československa (od sezóny 1962/63 do 1992/93) je na 42. místě s počtem 4154 bodů.
S týmem Inter Bratislava se zúčastnil 6 ročníků evropských klubových pohárů v basketbale, z toho třikrát Poháru evropských mistrů (1980, 1981, 1984), jedenkrát FIBA Poháru vítězů národních pohárů (1982) a dvakrát FIBA Poháru Korač (1978, 1979). Pětkrát se tým účastnil zápasů ve čtvrtfinálové skupině. 
Jako hráč Československa byl účastníkem 4 světových a evropských basketbalových soutěží. Za reprezentační družstvo Československa v letech 1975-1982 odehrál 131 zápasů, z toho na Olympijských hrách a Mistrovství Evropy celkem 15 zápasů, v nichž zaznamenal 72 bodů.
Hrál na Olympijských hrách 1976 v Moskvě (6. místo), když na předcházející olympijské kvalifikaci v Kanadě reprezentační družstvo skončilo druhé a vybojovalo si účast na OH. Hrál i na další olympijské kvalifikaci v roce 1980 (2. místo) a na Mistrovství Evropy v basketbale mužů 1981 v Praze (3. místo), kde získal bronzovou medaili. Dále hrál na Mistrovství Evropy v basketbale juniorů 1974 ve Francii (9. místo).
V letech 1999-2000 byl trenérem reprezentačního družstva mužů Slovenska, od roku 2003 asistentem trenéra reprezentačního družstva žen Slovenska.

## Sportovní kariéra

### Hráč klubů
- 1973-1982 Inter Bratislava: 2x mistr Československa (1979, 1980), 2x vicemistr (1981, 1982), 3. místo (1977), 2x 4. místo (1976, 1978), 10. místo (1974)
- 1982-1983 Dukla Olomouc: 4. místo (1983)
- 1983-1984 Inter Bratislava: 7. místo (1984)
- 1987-1990 VFL Kirchheim 2. liga, Německo
- 1990-1993 BK Pezinok - 3. místo (1993), 12. místo (1991), 13. místo (1992)
- Československá basketbalová liga celkem 13 sezón (1973-1993), 4154 bodů (42. místo) a 6 medailových umístění
  - 2x mistr Československa (1979, 1980), 2x vicemistr: (1981, 1982), 2x 3. místo: (1977, 1993)
- 1993-1994 BK Pezinok - mistr Slovenska (1993), 2. místo (1994)
- 1994-1995 BKP Banská Bystrica - 8. místo (1995),
- 1995-1996 Štart Benzinol Bratislava - 6. místo (1996)
- 1996-1997 Istroenergo Levice - 11. místo (1997)

### Československo
- Za reprezentační družstvo Československa mužů v letech 1975-1982 hrál celkem 131 zápasů, z toho na světových a evropských soutěžích 15 zápasů, v nichž zaznamenal 72 bodů
- Předolympijská kvalifikace - 1976 Kanada (15 bodů /4 zápasy), 1980 Švýcarsko (21 /3) 2. místo, celkem 7 zápasů a 36 bodů
- Olympijské hry Montréal 1976 (29 bodů /5 zápasů) 6. místo
- Mistrovství Evropy v basketbale mužů 1981 Praha (7 bodů/3 zápasy) 3. místo
- Mistrovství Evropy v basketbale juniorů 1974, Francie (31 bodů /8 zápasů) 9. místo

### Trenér a funkcionář
- 1984-1985 Inter Bratislava, asistent trenéra, mistr Československa (1985)
- 1997-1999 BK Pezinok - 2x mistr Slovenska (1998 - trenér, 1999 - asistent trenéra)
- 1999-2000 trenér - národní tým mužů Slovenska
- generálmé manažer BK Pezinok